# روكا دي ايفاندرو
Rocca d'Evandro هي بلدية (بلدية) في مقاطعة كاسيرتا في منطقة كامبانيا الإيطالية ، وتقع على بعد حوالي 90 كيلومتر (56 ميل) شمال غرب نابولي وحوالي 70 كيلومتر (43 ميل) شمال غرب كاسيرتا .

## تاريخيا
تم النبش عن الاكتشافات الأثرية الرومانية القديمة في المنطقة ، مثل ميناء تجارة النبيذ في بورتو دي مولا. بُنيت قلعة حول القرية ، في القرن العاشر ، وتشاجر عليها الحكام المحليون باستياء بعد ذلك. في القرن الرابع عشر ، إستولى عليها دير مونتي كاسينو ، بينما كانت في أوائل القرن السادس عشر إقطاعية لإتوري فيراموسكا . في عام 1534 تم غزوها من قبل مملكة نابولي . تبرع بها الملك والإمبراطور الإسباني تشارلز الخامس للشاعر فيتوريا كولونا .

## روابط خارجية
- الموقع الرسمي
- روكا ديفاندرو في العالم